# Genoni
Genoni là một đô thị ở tỉnh Sud Sardegna trong vùng Sardegna, có khoảng cách khoảng 70 km về phía bắc của Cagliari và cách khoảng 35 km southvề phía đông của Oristano. Tại thời điểm ngày 31 tháng 12 năm 2004, đô thị này có dân số 952 người và diện tích là 43,9 km².
Genoni giáp các đô thị: Albagiara, Assolo, Genuri, Gesturi, Gonnosnò, Laconi, Nuragus, Nureci, Setzu, Sini.